# Biserica Sfântul Mucenic Haralambie din Chișinău
Biserica Sfântul Mucenic Haralambie este un lăcaș de cult și monument de arhitectură de însemnătate națională, introdus în Registrul monumentelor de istorie și cultură din municipiul Chișinău și în Registrul monumentelor Republicii Moldova ocrotite de stat. A fost construită în anul 1836. O inscripție lapidară din interiorul ei cu anul 1812 mărturisește o posibilă etapă mai veche din istoria bisericii. A fost cititoria negustorului Haralambie, numele căruia la purtat mult timp strada din fața bisericii.
Arhitectura a fost soluționată în stil neoclasic, în conformitate cu „Ucazurile privitor la proiectarea bisericilor din piatră”. Are un plan cruciform, alcătuit din elementele rectangulare al planului, cu axa longitudinală alungită, partea centrală evidențiată printr-o cupolă ridicată pe un tambur larg, cu ferestre în arc. Pe brațul vestic, alungit prin intermediul unui spațiu specific arhitecturii ruse – trapeza – și lărgit ca și brațul estic prin încăperi laterale, au fost ridicate camera clopotelor – un foișor prismatic cu deschizături largi. Pereții laterali sunt decorați cu porticuri, încununate cu frontoane triunghiulare, sub care se află intrările laterale. Biserica este tencuită în exterior, pe fundalul pereților evidențiindu-se detaliile – pilaștrii, ancadramentele, brâele, chenarele, acoperite cu o nuanță mai deschisă decât restul clădirii.